# Кульчизна
Кульчизна (пол. Kulczyzna) — село в Польщі, у гміні Єнджеюв Єнджейовського повіту Свентокшиського воєводства.
Населення — 243 особи (2011).
У 1975-1998 роках село належало до Келецького воєводства.

## Демографія
Демографічна структура на день 31 березня 2011 року:
|          | Загалом | Допрацездатний вік | Працездатний вік | Постпрацездатний вік |
| -------- | ------- | ------------------ | ---------------- | -------------------- |
| Чоловіки | 126     | 33                 | 82               | 11                   |
| Жінки    | 117     | 27                 | 63               | 27                   |
| Разом    | 243     | 60                 | 145              | 38                   |